# Flaga Fresno
Flaga Fresno – jeden z symboli amerykańskiego miasta Fresno.

## Opis flagi
Flagę Fresno stanowi prostokątny płat tkaniny o stosunku wysokości do długości jak 3:4, złożony z trzech jednakowej szerokości słupów (pionowych pasów): brązowego, jasnoniebieskiego i oliwkowo-zielonego. Pośrodku brązowego pasa umieszczono białe koło zębate o 24 zębach. W pasie środkowym barwy błękitnej umieszczono centralnie oliwkowo-zieloną gałązkę jesionu o pięciu liściach - po dwóch z prawej i lewej strony oraz jednym u szczytu; w dolnej części pasa brązowy napis "FRESNO", trzy pierwsze litery przed, trzy ostatnie za gałązką jesionu. W pasie oliwkowo-zielonym umieszczono centralnie biały okrąg, wewnątrz którego żółta tarcza słoneczna z 24 promieniami.

## Symbolika
Barwa brązowa symbolizuje żyzność ziem Doliny Kalifornijskiej, na której leży miasto. Barwa jasnobłękitna nawiązuje do czystego, bezchmurnego nieba, typowego dla tutejszego klimatu. Barwa oliwkowo-zielona symbolizuje zieleń pól i lasów, otaczających miasto. Koło zębate oddaje znaczenie miasta jako jednego z głównych producentów amerykańskiej żywności a także jego związaną z przemysłem przyszłość. Gałązka jesionu nawiązuje do nazwy miasta - w języku hiszpańskim fresno oznacza dosłownie jesion. Tarcza słoneczna nawiązuje zarówno do dużej liczby dni słonecznych w ciągu roku, jak i bezpośrednio do słońca jako dawcy życia i wzrostu. Biel koła zębatego i okręgu wokół tarczy słonecznej symbolizuje śniegi gór Sierra Nevada, z których miasto czerpie wodę.

## Historia
Flagę ustanowiono 10 maja 1962, wyłaniając ją w drodze konkursu. Lokalne stowarzyszenie ustanowiło nagrodę w wysokości 250 dolarów dla autora zwycięskiego projektu. Projekty oceniała komisja złożona m.in. z burmistrza, prezesa miejscowego Towarzystwa Historycznego, prezesa stowarzyszenia - organizatora konkursu i in. Spośród ponad 600 nadesłanych prac, wybrano flagę zaprojektowaną przez mieszkańca Fresno, Lansona H. Crawforda.

## Flaga w miejscowym szkolnictwie
Prawidłowe pokolorowanie konturowej wersji miejskiej flagi jest elementem egzaminu szkolnego dla uczniów szkół podstawowych, uczniowie na wyższych poziomach edukacji mają natomiast za zadanie opisać dokładnie symbolikę miejskiej flagi.